# Borealosaurus
Borealosaurus („Ještěr severního větru“) byl rod sauropodního dinosaura ze skupiny Titanosauria a kladu Lithostrotia, který žil v období rané svrchní křídy (geologický věk cenoman až turon, asi před 95 až 90 miliony let) na území dnešní severní Číny (provincie Liao-ning, nedaleko města Beipiao).

## Historie
Fosilie borealosaura (holotyp s označením LPM 0167) byly objeveny v horninách souvrství Sun-ťia-wan (anglicky Sunjiawan). Představují fragmenty disartikulované kostry končetin a obratlů. Formálně byl tento taxon popsán roku 2004 a jeho druhové jméno je poctou slavnému švédskému paleontologovi Carlu Wimanovi (1867–1944), který popsal prvního čínského dinosaura.
Borealosaurus wimani je typovým a dosud jediným známým druhem tohoto rodu. Dříve vědci předpokládali, že tento druh spadal do čeledi Saltasauridae a podčeledi Opisthocoelicaudiinae, v současnosti už však za jejího zástupce považován není.Blízkým vývojovým příbuzným tohoto sauropodního dinosaura byl tedy podle dřívějších názorů například mongolský druh Opisthocoelicaudia skarzynskii.

## Popis a systematické zařazení
Borealosaurus byl pravděpodobně malým sauropodem, jeho délka je odhadována přibližně na 12 metrů a hmotnost zhruba na 10 tun. Přesné rozměry dospělého jedince však vzhledem k fragmentárnímu fosilnímu materiálu nejsou známé. Původně byl tento taxon považován za možného zástupce čeledi Saltasauridae, dnes se však paleontologové přiklánějí spíše k obecnému zařazení do kladu Lithostrotia.